# Zar und Zimmermann
Zar und Zimmermann (en alemany, Tsar i fuster) és una òpera en tres actes d'Albert Lortzing, amb llibret del mateix compositor, basat en Le Bourgmestre de Saardam d'H.J. Mélesville, J.T. Merle i E.C. de Borie. S'estrenà al Stadttheater de Leipzig el 22 de desembre de 1837. A Catalunya es va estrenar al Teatre Tívoli de Barcelona el 1951; al Liceu va arribar el 9 de gener de 1966.
En l'estrena, el mateix compositor va interpretar el paper d'Ivanov, mentre que sa mare va interpretar el de la viuda Browe. El vertader èxit de l'obra no va arribar fins a la seua estrena a Berlín, el 4 de gener de 1839. Des de llavors Tsar i fuster és una de les òperes fonamentals del repertori alemany.
El fragment més conegut de Tsar i fuster és l'ària del tsar Sonst spielt'ich mit Zepter, mit Krone und Stern (Altrament jo jugava amb ceptre, corona i estels acte III, núm. 14). Aquesta peça va ser originalment una cançó maçònica (Zum goldenen Rade) que Lortzing havia compost arran del seu ingrés a la lògia d'Osnabrück.

## Sinopsi
Lloc: Saardam, Països Baixos
Temps: 1698
 Dos fusters russos resideixen a Saardam, on treballen al taller de construcció naval de la viuda Browe. Es tracta del tsar Pere, sota el nom de Peter Mikhailov, i el seu amic, el desertor Peter Ivanow. A la ciutat comencen a circular rumors que el tsar s'hi troba a Saardam d'incògnit, i els ambaixadors de les potències estrangeres hi acudeixen per a aconseguir tractats favorables. El francès Marquès de Chateauneuf reïx, i arriba a un acord amb Pere i l'ambaixador Lefort. Mentrestant, el burgmestre i l'ambaixador britànic prenen a Peter Ivanov pel vertader tsar, sense convèncer-los les negatives d'aquell. El britànic arriba a lliurar a Peter Ivanov un passaport, però aquest el lliura al vertader tsar Pere. El tsar rep la notícia d'una revolta al seu imperi i es veu obligat a acudir-hi. Perdona el seu amic Peter Ivanov per haver desertat i l'uneix amb la seua jove estimada, Marie.

### Acte I
Taller de construcció naval a Saardam. Ivanov es mostra gelós de Chateaueuf, qui tracta de conquistar Marie, però ella el renya. Apareix el burgmestre, que es considera a si mateix molt astut però que en realitat és bastant estúpid i no pot entendre les ordres de cerca d'un cert Pere. Ordena que sone la campana per a convocar tots els fusters, però no pot esbrinar res, tot i que sospita d'Ivanov. Chateauneuf descobreix el vertader tsar, el qual li demana discreció i el convoca a una cita.

### Acte II
El jardí d'una posada. Mentre els hostes es retiren hom veu asseguts en taules separades per una banda el burgmestre, Lord Syndham i Ivanov, i per altra Chateauneuf, l'ambaixador rus Lefort i el tsar. Els ambaixadors s'han disfressat per a evitar ser reconeguts. Marie torna amb els hostes i canta una cançó de prometatge. No obstant això, la joia general es veu interrompuda per un oficial que porta una ordre secreta al burgmestre per a aturar l'allistament secret de soldats a la ciutat. Van Bett, que es troba borratxo, vol arrestar tothom, incloent-hi ell mateix, amb l'objectiu de detectar el vertader Pere. Tots són obligats a dir el seu nom, però el vertader tsar hi refusa. Aprofitant una baralla, el tsar fuis sense ser reconegut.

### Acte III
Sala de l'Ajuntament. Van Bett es troba practicant una cantata que vol dedicar a Ivanov, a qui encara creu tsar, però és incapaç de traure profit dels mediocres cantants. Arriba el vertader tsar i tots fugen perquè el burgmestre Van Bett el creu un criminal. Marie està desesperada perquè si el Pere (Ivanov) a qui ella estima és el vertader tsar, no podrà casar-se amb ell. No obstant el vertader tsar la tranquil·litza. Quan arriba Ivanov, el tsar es mostra preocupat perquè el tancament del port li impedeix anar-se'n. Ivanov li lliura un passaport que li ha proporcionat l'ambaixador britànic. Pere s'afanya a anar-se'n i Van Bett arriba per a cantar la cantata a Ivanov. Al fons es veu el vaixell que s'enduu al vertader tsar. Ivanov és nomenat superintendent imperial i rep el permís per a casar-se amb Marie.